# Länsväg 171
De Zweedse weg 171 (Zweeds: Länsväg 171) is een provinciale weg in de provincie Västra Götalands län in Zweden en is circa 17 kilometer lang.

## Plaatsen langs de weg
- Lerbäck
- Hunnebostrand

## Knooppunten
- Länsväg 162 (begin)
- Länsväg 174 bij Hunnebostrand (einde)